# Affaire McLibel
L'affaire McLibel (de l'anglais libel, « diffamation »), ou plus formellement affaire McDonald's Restaurants contre Morris & Steel, est le plus long procès de l’histoire britannique. Il s'est achevé le 15 février 2005, après plus de dix ans, par la victoire de David Morris et Helen Steel, deux militants écologistes anglais, face à McDonald's devant la Cour européenne des droits de l'homme.
Bien que McDonald's ait obtenu gain de cause devant les juridictions britanniques, la nature même du procès et les conclusions qui en ont été tirées dans l'opinion publique sont devenues embarrassantes pour l'entreprise. Plus tard, David Morris et Helen Steel, ayant saisi la Cour européenne des droits de l’homme, ont finalement gagné la dernière partie du procès : la cour a estimé que certains aspects du procès entraient en violation avec la Convention des droits de l'homme.
Cette affaire est considérée comme un des exemples les plus manifestes de l'effet Streisand.

## Le tract
En 1986, London Greenpeace, un petit groupe écologiste londonien (ne faisant pas partie de Greenpeace), lance un réquisitoire contre la multinationale américaine McDonald's intitulé What’s wrong with McDonald’s? Everything they don’t want you to know (« Qu'est-ce qui ne va pas chez McDonald’s ? Tout ce qu’ils ne veulent pas que vous sachiez »). Des tracts sont distribués accusant l'entreprise de mauvaise qualité de la nourriture vendue, d’exploitation des employés, de méthodes marketing malsaines visant les enfants, de méthodes cruelles utilisées envers les animaux, de gaspillage et de pollution créés par les emballages jetables utilisés par l’entreprise, ainsi qu'une part de responsabilité dans la destruction des forêts sud-américaines.

## McLibel1

### Premier procès
En 1990, McDonald's répond à cette campagne en déposant une plainte pour diffamation contre cinq membres du groupe écologiste : Paul Gravett, Andrew Clarke, Jonathan O'Farrell, David Morris et Helen Steel.
Bien qu'aucune preuve concluante n'ait pu être opposée aux accusés, ces derniers doivent faire face à d’énormes dépenses financières pour financer cette procédure judiciaire, à moins qu’ils ne se rétractent, présentent leurs excuses pour leurs actions et cessent la distribution de tracts dans les rues.
En effet, selon la loi anglaise, en cas de plainte pour diffamation, c’est à l’accusé de payer toutes les dépenses juridiques jusqu'à preuve complète de la véracité de l’accusation (ou la non-véracité), ce qui a pu être ressenti comme un obstacle à la liberté d'expression. Pendant les années 1980, McDonald's aurait ainsi menacé de poursuivre en justice plus de cinquante organisations, dont Channel 4 et plusieurs journaux importants. McDonald's a utilisé assez fréquemment ces techniques appelées « poursuite stratégique contre la mobilisation populaire ».
Trois des cinq accusés ont préféré présenter leurs excuses ; Steel et Morris refusent eux de se soumettre et décident de se défendre contre McDonald’s. Bien qu'ils se soient vus refuser toute aide juridique de la part des institutions anglaises, une petite communauté s’est créée afin de les soutenir, et quelques avocats (dont Keir Starmer, devenu premier ministre en 2024) les ont aidés à titre gratuit dans le cadre d'une campagne appelée « McLibel Support Campaign », afin de mettre en place un dossier de défense.
Il semble que l’une des plus grosses erreurs de McDonald’s et de ses avocats dans cette affaire est d’avoir déclaré que toutes les critiques faites dans le tract étaient fausses. Alors que certaines des critiques étaient assez excessives — celles au sujet de la destruction forestière, par exemple — d’autres pouvaient être considérées comme beaucoup plus sérieuses, par exemple les critiques concernant la qualité nutritive des aliments et les pratiques douteuses envers les employés. L’affaire a commencé à prendre de l’ampleur dans la presse anglaise lorsque les plus hauts responsables de l'entreprise McDonald’s ont dû répondre aux questions de Steel et Morris.
Le 19 juin 1997, après 314 jours d'audience (la plus longue de l’histoire anglaise), le juge Bell a rendu une décision de 800 pages en faveur de McDonald’s. Bien que McDonald’s ait gagné ce procès, ce dernier a été souvent décrit comme une première grande défaite pour l'entreprise, du fait des motifs de la décision : elle indique que plusieurs points dans le tract étaient abusifs et donc que la plainte en diffamation était recevable, mais ajoute que les conditions de travail dans les restaurants McDonald’s pouvaient être dangereuses pour la santé des travailleurs, de même que certaines publicités mensongères pouvaient être dangereuses pour la santé des consommateurs. De plus, les méthodes marketing prenant pour cible les enfants sont fortement critiquées dans le rapport. La cruauté infligée aux animaux est aussi citée, ainsi que l’« antipathie » de l’entreprise au sujet de la formation de syndicats au sein de ses restaurants et la politique de salaires très bas pratiquée par McDonald’s.
Steel et Morris se sont vus contraints de payer 60 000 £ (90 000 euros) de dommages à l'entreprise, décision dont ils ont fait immédiatement appel. Néanmoins, le coût de la procédure a été beaucoup plus élevé pour McDonald's : on estime le coût de l’affaire à environ 10 000 000 £ (15 000 000 euros) pour l'entreprise. De plus, avant la plainte de McDonald's, le succès du tract et de la campagne orchestrée par London Greenpeace était très faible. En 2009, grâce à la médiatisation du procès et à ses répercussions au niveau international, le tract a été traduit dans au moins 26 langues.

### Appels et révélations à la suite du procès
McDonald's a engagé des agents privés pour infiltrer l’organisation London Greenpeace. Steel et Morris ont déclaré que des agents ont été payés par McDonald's pour s'infiltrer dans les locaux de l'association. Ces agents ont notamment volé des documents et l'un d'eux a eu des relations sexuelles avec l'un des membres de l’organisation.
De plus, la compagnie a abusé de ses liens avec certains juristes pour obtenir des informations sur les accusés. Steel et Morris ont ensuite poursuivi en justice Scotland Yard dans un autre procès, ont gagné et obtenu 10 000 £ (15 000 euros) et des excuses publiques[réf. nécessaire].
La cour d’appel a reconnu que certaines allégations du tract de London Greenpeace étaient vraies, en particulier celles concernant le mauvais traitement des employés et les accusations selon lesquelles la nourriture McDonald’s pouvait favoriser certaines maladies cardio-vasculaires. À la suite de cette nouvelle décision, les dommages et intérêts dus à McDonald's ont été réduits à 40 000 £ (60 000 euros). À ce stade du procès, McDonald’s n’avait alors plus aucune intention de réclamer des dommages, ni de bloquer la distribution du tract.

## McLibel2
Après la décision de la Cour d’appel anglaise, Steel et Morris estimaient que leur procès ne s’était pas déroulé de façon légale et décidèrent de saisir, en ultime recours, la Chambre des Lords, pour contester le rejet de leur droit à une aide légale pendant le procès. La Chambre ayant rejeté ce recours, le duo a saisi la Cour européenne des droits de l'homme le 20 septembre 2000, en mettant en avant que le rejet de leur demande d'aide légale avait porté atteinte à leur droit à un procès équitable.
Devant la Cour européenne des droits de l’homme, les contentieux opposent deux requérants (Steel et Morris) à un État partie (le Royaume-Uni). La mission de la Cour européenne est alors de contrôler la conformité des normes juridiques anglaises à la Convention européenne de sauvegarde des droits de l'homme et des libertés fondamentales, qui y est en vigueur depuis le 3 septembre 1953. Le recours est déclaré partiellement admissible par la Cour le 6 avril 2004.
Le 7 septembre 2004, la Cour européenne des droits de l'homme procéda à l'audition des deux parties. Les avocats de l'affaire McLibel 2 déclarèrent à cette occasion que la procédure nationale avait été injuste (à cause d’un aspect de la loi anglaise) et que la liberté d’expression et le droit à un procès équitable avaient été bafoués pendant cette affaire.
Le gouvernement britannique, pour sa part, évoque le fait que le dispositif d'aide judiciaire en matière civile n'est pas couvert par la convention, contrairement à la solution qui prévaut en matière pénale. 
Le 15 février 2005, une procédure judiciaire de onze ans se termine. La Cour européenne des droits de l’homme déclare que les conditions dans lesquelles ont eu lieu le procès original étaient en contradiction avec les articles 6 § 1 (droit à un procès équitable) et 10 (droit à la liberté d’expression) de la Convention européenne des droits de l'homme.
Le gouvernement du Royaume-Uni a donc été enjoint de dédommager Steel et Morris à hauteur de 57 000 £ (80 000 euros). En rendant cette décision, la Cour a estimé que la législation britannique, au cas particulier, avait induit une inégalité des armes, préjudiciables aux requérants, outre son manque de protection du droit du public à critiquer les sociétés privées, dont les activités peuvent avoir des conséquences sur la santé publique et sur l’environnement, sur le fondement de l'article 10 de la Convention européenne des droits de l’homme. Elle a aussi critiqué le refus opposé par les juridictions anglaises d’une aide légale à Steel et Morris, la nature complexe et liberticide du droit britannique sur la diffamation et les moyens inégaux des deux parties durant le procès, sur le fondement de l'article 6.

## Conséquences
L'affaire McLibel a globalement été désastreuse pour la compagnie McDonald's. Le coût de l’affaire a été évalué à environ 10 000 000 livres sterling (15 000 000 d'euros) pour l'entreprise en frais de procédure juridique, et surtout, son image de marque a été fortement entachée par cette affaire.
Par ailleurs, la création du site McSpotlight et la médiatisation du procès a galvanisé les campagnes anti-McDonald's de par le monde. À la suite de ce procès, elles sont devenues plus effectives puisque des militants environnementaux ajoutaient leurs forces à celles de ceux qui luttaient pour le respect des droits du travail, ceux qui luttaient pour le respect de la santé publique ainsi que ceux luttant contre la censure.
La procédure menée par Steel et Morris est, selon Naomi Klein, l’une des « premières grandes victoires du mouvement altermondialiste ». L’histoire du McLibel est commenté dans son livre No Logo.
Eric Schlosser mentionne aussi l'affaire McLibel dans son livre Fast Food Nation ; il prend cet exemple pour argumenter qu'avec des actions efficaces et une certaine volonté, la plupart des problèmes créés par les fast food peuvent être résolus.

## Citation
En réponse au rapport remis par la Cour européenne des droits de l'homme, Steel et Morris ont déclaré :

« Après avoir largement battu McDonald’s, nous avons maintenant mis en lumière les lois très oppressives régnant au Royaume-Uni au sujet de la diffamation. En conséquence du rapport émis par la Cour européenne des droits de l’Homme, le gouvernement du Royaume-Uni sera forcé de s’amender ou de modifier certaines lois existantes. Nous espérons que cette affaire encouragera le grand public à être plus critique vis-à-vis de grandes entreprises comme McDonald’s, dangereuses pour la santé publique et pour l’environnement. La campagne du McLibel a prouvé qu’avec une organisation déterminée, il est possible de défier ceux qui tentent de nous faire taire, qu'il s'agisse des multinationales ou des gouvernements. L’opposition croissante à McDonald’s et à tout ce qu'il représente est une justification des efforts déployés par tous ceux qui, à travers le monde, tentent d’exposer et de dénoncer les pratiques de certaines grandes entreprises. »

— McSpotlight.org